# Sherlock Holmes e a Arma Secreta
Sherlock Holmes e a Arma Secreta (em inglês:  Sherlock Holmes and the Secret Weapon) é um filme estadunidense de 1943 do gênero aventura, dirigido por Roy William Neil. É o quarto filme estrelado pela dupla de atores Basil Rathbone - Nigel Bruce nos papéis dos personagens clássicos da literatura Sherlock Holmes e Doutor Watson. Roteiro adaptado de W. Scott Darling que ambientou para a época da II Guerra Mundial uma história de Arthur Conan Doyle chamada The Adventure of the Dancing Men.

## Elenco Principal
- Basil Rathbone...Sherlock Holmes
- Nigel Bruce...Doutor Watson
- Lionel Atwill...Professor Moriarty
- Kaaren Verne...Charlotte Eberli
- William Post Jr....Dr. Franz Tobel
- Dennis Hoey...Inspetor Lestrade
- Holmes Herbert...Sir Reginald Bailey
- Mary Gordon...Senhora Hudson

## Sinopse

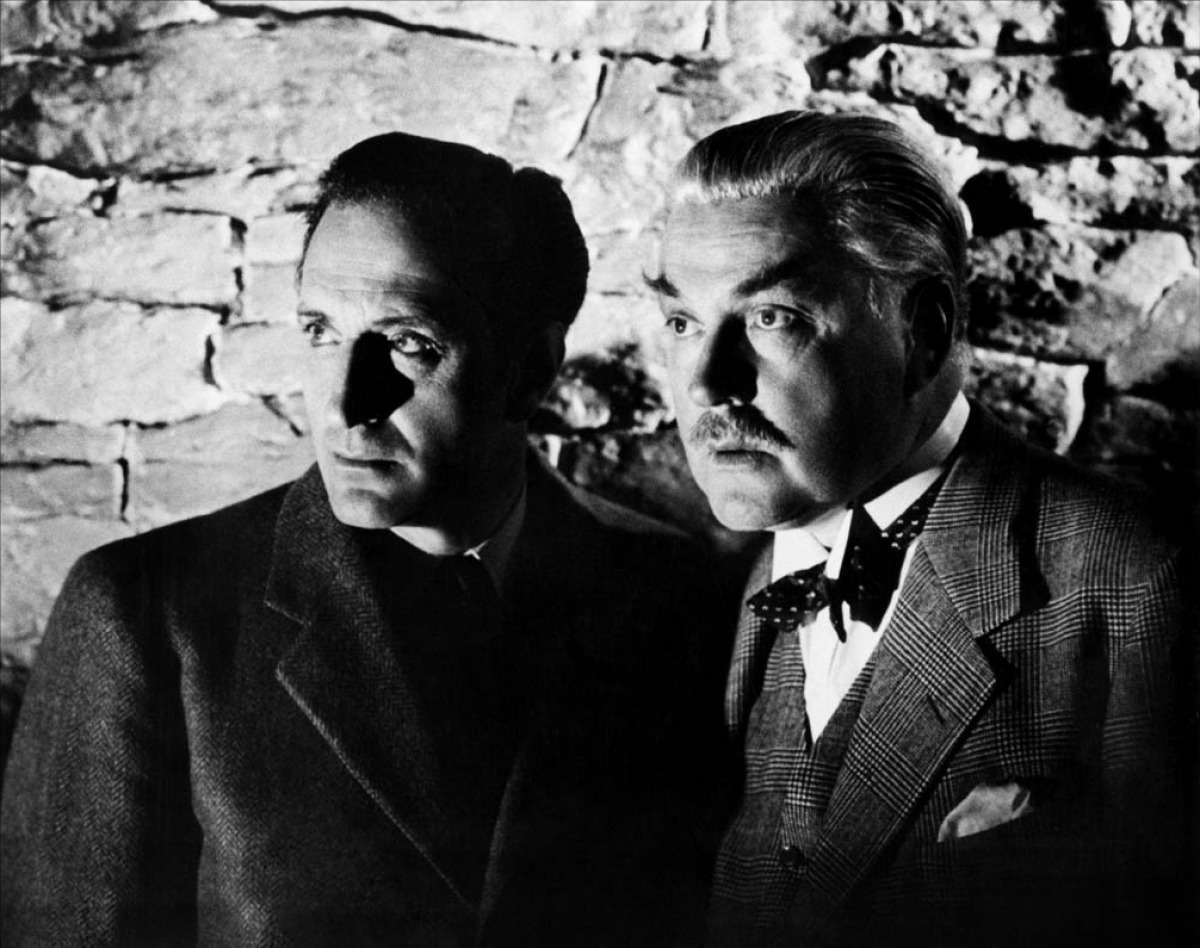
Cena do filme

Sherlock Holmes vai para a neutra Suíça durante a II Guerra Mundial, resgatar o cientista americano Tobel que inventou uma nova bomba e que devido a isso tornou-se alvo dos nazistas. Sherlock é bem-sucedido e consegue levar Tobel para a Inglaterra mas ao chegar lá o cientista se nega a entregar o segredo da bomba pois pretende trabalhar de forma independente e fabricá-las ele mesmo e controlar o fornecimento aos aliados. Ele elabora um intrincado plano que consiste em dividir o segredo da bomba em quatro partes, usando quatro pessoas diferentes. Além disso Tobel escreve uma mensagem em código e a deixa aos cuidados da sua namorada inglesa, pedindo-lhe que a leve para Holmes caso algo aconteça com ele. De fato, Tobel acaba sendo raptado pelo famigerado gênio do crime Professor Moriarty, que pretende vender o segredo aos nazistas. E também com isso desafiar Holmes para mais um duelo de mentes brilhantes, tendo a solução do código de Tobel como o principal elemento.